# Frederic Wilhelm de Hesse
Friedrich Wilhelm Georg Adolf, Landgraf de Hesse-Cassel (germană Friedrich Wilhelm Georg Adolf von Hessen-Kassel; 26 noiembrie 1820 – 14 octombrie 1884) a fost singurul fiu al lui Wilhelm, Landgraf de Hesse-Kassel și a Prințesei Louise Charlotte a Danemarcei.
A fost candidat dinastic atât pentru conducerea dinastiei de Hesse-Kassel (prin tatăl său), precum și pentru tronul danez (prin mama sa). S-a născut la Copenhaga, s-a mutat în Danemarca la vârsta de trei ani și a crescut acolo. A urmat universitatea din Bonn și a început o carieră militară.

## Viața de familie
S-a căsătorit prima dată cu Marea Ducesă Alexandra Nicolaevna a Rusiei (1825–1844), fiica împăratului Nicolae I al Rusiei și a împărătesei Charlotte a Prusiei. Au avut un fiu născut prematur cu trei luni care a murit în ziua nașterii.
- Prințul Wilhelm (1844–1844)

A doua soție a fost Prințesa Ana a Prusiei (1836–1918), fiica cea mică a Prințului Karl al Prusiei și a Prințesei Maria de Saxa-Weimar-Eisenach. Împreună au avut șase copii:
- Prințul Frederic Wilhelm al II-lea de Hesse (1854–1888); nu s-a căsătorit; a murit pe mare într-o călătorie de la Batavia la Singapore.
- Prințesa Elisabeta Alexandra Charlotte de Hesse (1861–1955); căsătorită cu Prințul Ereditar Leopold Friedrich de Anhalt (fiu al lui Frederic I, Duce de Anhalt) și au avut copii.
- Prințul Alexandru Frederic de Hesse (1863–1945); căsătorit cu baroneasa Gisela Stockhorner von Starheim, au avut copii.
- Prințul Frederic Karl de Hesse, rege al Finlandei (1868–1940); căsătorit cu Prințesa Margaret a Prusiei, au avut copii.
- Prințesa Marie-Polyxene de Hesse (1872–1882).
- Prințesa Sybille Marguerite de Hesse (1877–1925); căsătorită cu baronul Friedrich von Vincke (divorțată în 1923).

## Arbore genealogic
1. ↑  „Frederic Wilhelm de Hesse”, Gemeinsame Normdatei, accesat în 30 decembrie 2014